# 亡者之謎
《亡者之謎》，為泰國WeTV於2020年11月30日起播出的愛情懸疑劇，改編自Sammon的同名小說。由納塔朋·迪洛那瓦立（Max）及巴功·他那瓦凌猜（Tul）主演。
此劇由TV Thunder製作，由著名電影《愛在暹邏》導演楚克·薩克瑞科執導。此劇同時為Max及Tul繼《惡魔的浪漫》、《醉後愛上你》及《醉後愛上你2》後，兩人第四度合作。此劇於2020年11月在WeTV首播，翌年2月終映。

## 劇情簡介
Tul是一名富有正義感的法醫，負責一樁離奇死亡案件，而Max是涉有嫌疑的教師，兩人被同時捲入其中。在被迫需要找出兇手的過程中，兩人也陷入了錯綜複雜的情感糾葛 。

## 演員陣容
註：括號內的演員姓名為小名。
以下爲主要角色之演員及介紹列表
| 演員                                | 角色                     | 介紹                                         |
| ----------------------------------- | ------------------------ | -------------------------------------------- |
| 納塔朋·迪洛那瓦立（Max）            | Tutor Tan                | 補習班老師，與Jane一起開補習班，不會作菜。   |
| 巴功·他那瓦凌猜（Tul）              | Dr. Bun                  | 因厭倦都市生活，回到故鄉擔任法醫，擅長料理。 |
| 薩博爾·阿薩瓦蒙空（Great）          | Aim                      | 年輕正義的警長。                             |
| 納塔蓬·皮布塔納傑（MD）             | Dr. Oat                  | Bun的助手，法醫實習生。                      |
| 淳妮苷·內醉（Meiko）                | Janejira Sookyod（Jane） | 補習班老師，Bun的老朋友，卻在某天意外身亡。  |
| 納瓦拉·翁瓦莎娜（Mint）             | Rungtiwa Sookyod         | 水療店老闆，Jane的姐姐。                     |
| 鄭壹飛（Foei）                      | Songsak / Pued           | 檢察官，是Bun的老朋友。                      |
| Dechphisit Jarukornapiwat（Putter） | Sorawit / Sorn           | 補習班男學生。                               |
| Wantanee Inchoiy                    | Nam                      | 補習班女學生。                               |
| Bhudis Viseshchitra（Bhu）          | Touch                    | 在酒吧圍事的小混混。                         |
| Suraphan Chaopaknam（A）            | Por                      | Pued的哥哥，黑道大哥。                       |
| Kittitouch Kaewauthai（ChaiTouch）  | Gun                      | Aim警長的部下。                              |
| Thitanan Jirasinleartpakdee         | Fah                      | 醫院護士，看著Bun長大。                      |
| Charnnarong Atha                    | Pat                      | 想要揭發真相的記者。                         |
| Naruemon Sittiwang                  | Dr. Fai / Pimonpon       | 精神科醫生。                                 |

## 外部連結
- WeTV 官方網站 （页面存档备份，存于）（泰文）
- MyDramaList 劇集介紹及劇評 （页面存档备份，存于）（英文）
- 豆瓣电影上《亡者之謎》的資料 （简体中文）